# Dal (maträtt)

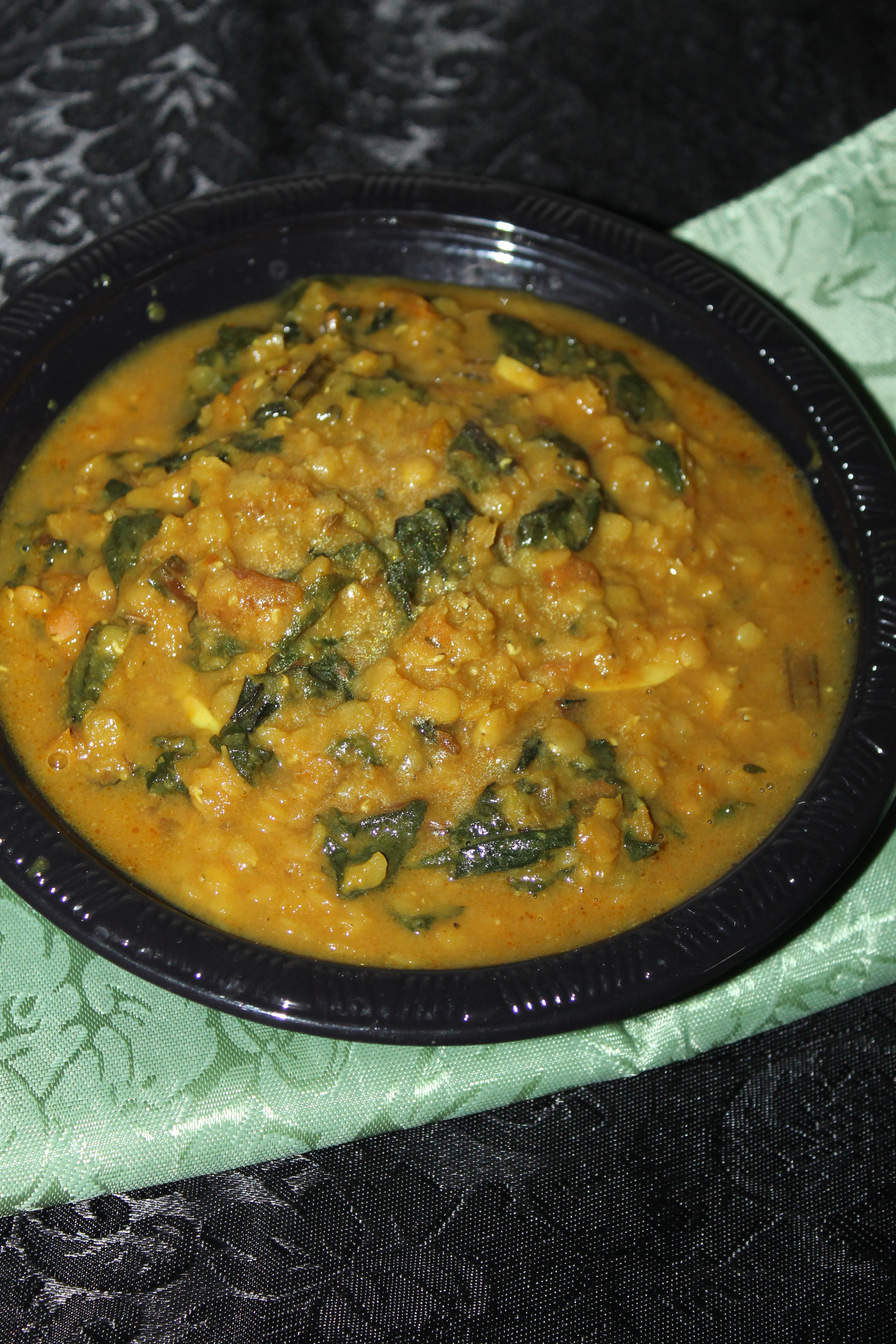
Dal

Dal, daal eller dhal (hindi: 'kluven') är en maträtt av  torkade, kluvna linser, ärter eller bönor som inte behöver blötläggning innan kokning.
Maträtten kan ofta tillredas i form av en linsgryta, vilket är vanligt förekommande i södra Indien. Det är, tillsammans med kokt ris (bhat), en mycket vanlig måltid i Nepal.
Dal kan förutom linser innehålla kanel, spiskummin, ingefära, koriander, chilipeppar, vitlök, lök, gurkmeja, kummin, tomat och kokosmjölk.